# Jaguar Cars
Jaguar Cars Ltd. — британська автомобільна компанія, що спеціалізується на виробництві лимузинів класу «люкс», спортивних купе та гоночних автомобілів для змагань серій GT-2 та Le Mans. 
У 1989—2008 роках була однією з преміум марок, що як самостійний підрозділ належала Ford Motor Company. У березні 2008 продана Фордом разом з Land Rover індійській компанії Tata Motors.

## Історія

### Початок
Усім відомо: стильний і надійний британський автомобіль — це Jaguar. Але всесвітньо відома марка не належить до самих ранніх. Початок їй було покладено у 1922 році, коли англійці Уільям Лайонс (William Lyons) і Уільям Уолмслі (William Walmsley) організували фірму Swallow Sidecars (SS), яка займалася виготовленням мотоциклетних колясок. Незабаром фірма почала ставити оригінальні кузови на машини відомих марок, зокрема Austin, Wolseley і навіть Fiat.
Ці автомобілі користувалися достатньою популярністю, але справжній успіх прийшов після 1931 року, коли у виробництво були запущені моделі спортивного характеру на шасі від фірми Standard і, відповідно, абревіатура «SS» отримала нову розшифровку — Standard Swallow.

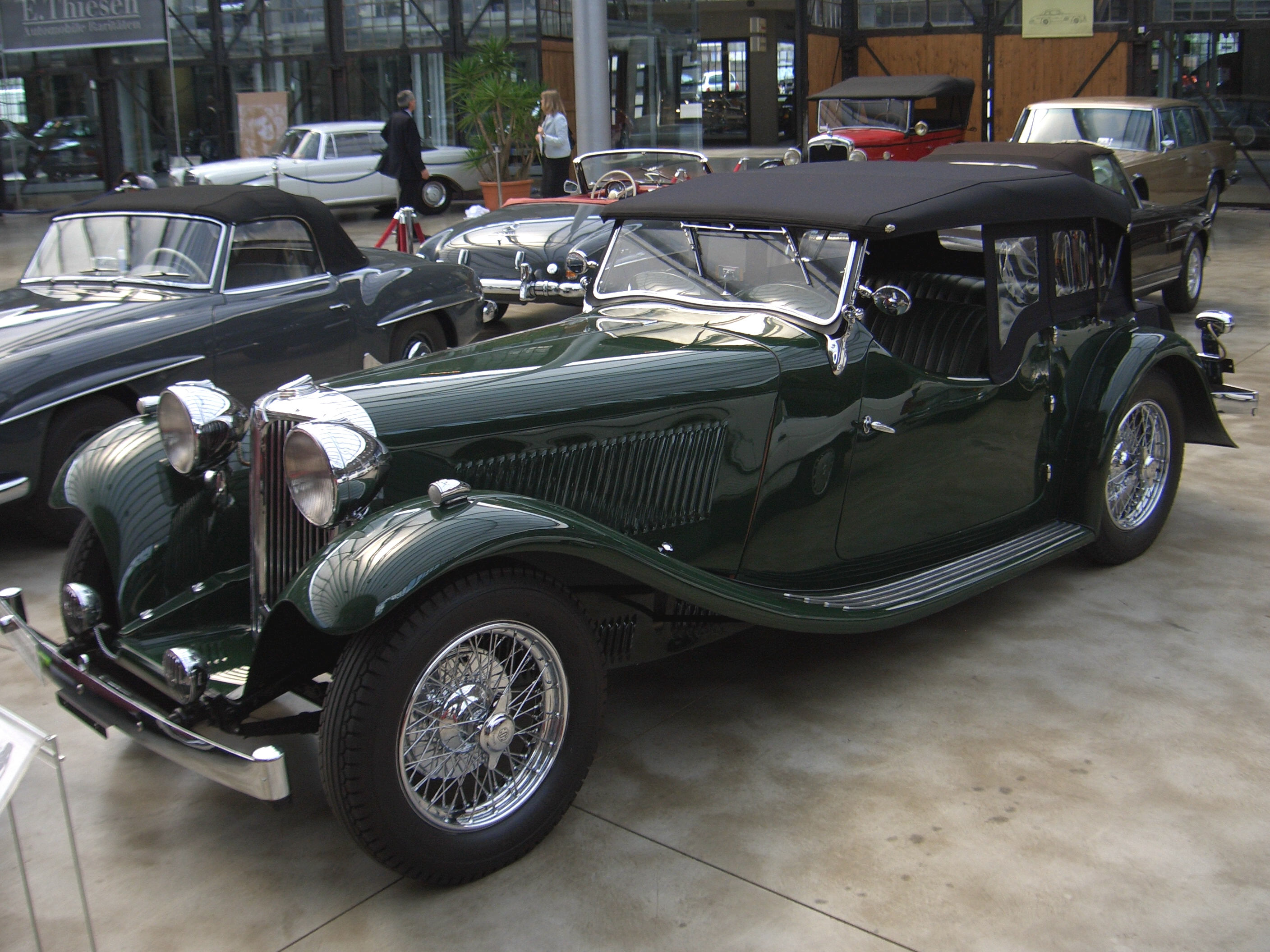
Standard Swallow SS1 (1931-1936)

Складальне підприємство, де на початку 30-х робітники працювали над виробництвом моделі SS1.
Модель SS1 випускалася у 1931—1936 роках у двох модифікаціях — 16HP (тобто 16 к.с.) і 20HP, за тодішньої системи обчислення податкової потужності. Перша несла під капотом дволітровий шестициліндровий двигун потужністю 46 к. с., другий — мотор об'ємом 2,6 л, що видавав 58 к. с. З 1934 року їх обсяг і потужність збільшилися до 2,1 л і 62 к. с. та 2,7 л і 72 к. с. відповідно. Паралельно (з 1932 року) будувалася більш дешева модель SS2 у модифікаціях 10HP з чотирициліндровим мотором об'ємом 1,35 л (37 к. с.) і 12HP з мотором 1,6 л (45 к. с.).
Модель SS2 поступалася SS1 не тільки у потужності, але і в ціні.
З 1936 року в модельному ряду англійської марки з'явилися престижні седани моделі SS1 і SS2.

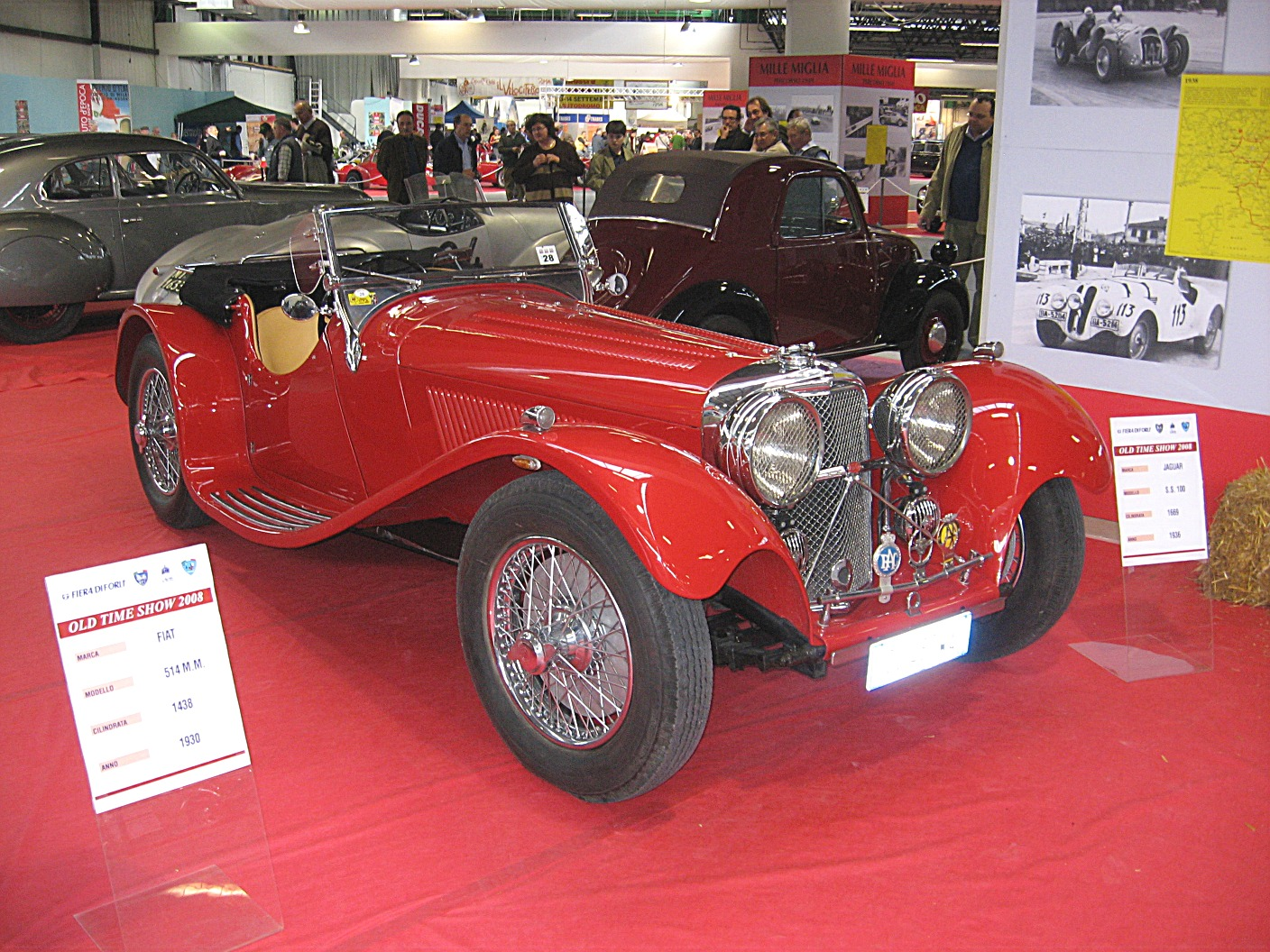
Jaguar SS 100

Друге покоління машин SS побачило світ у 1935 році з початком випуску моделі SS90, на яку ставили двигун 2,7 л, який розвивав 90 к. с. і розганяв машину до 145 км/год. З 1936 року веде відлік лінія престижних седанів SS. Такими стали моделі SS 11/2-Litre і SS 21/2-Litre, які вперше і були названі Ягуарами. На першому ставили двигун об'ємом 1,6 л і потужністю 42 к. с., а на другий — 104-сильний. Але особливо славилися родстери SS100, що одержали 115-сильний двигун. У 1938 році додався ще один седан — Jaguar SS 31/2-Litre з мотором об'ємом 3485 см³ і потужністю 125 к. с.

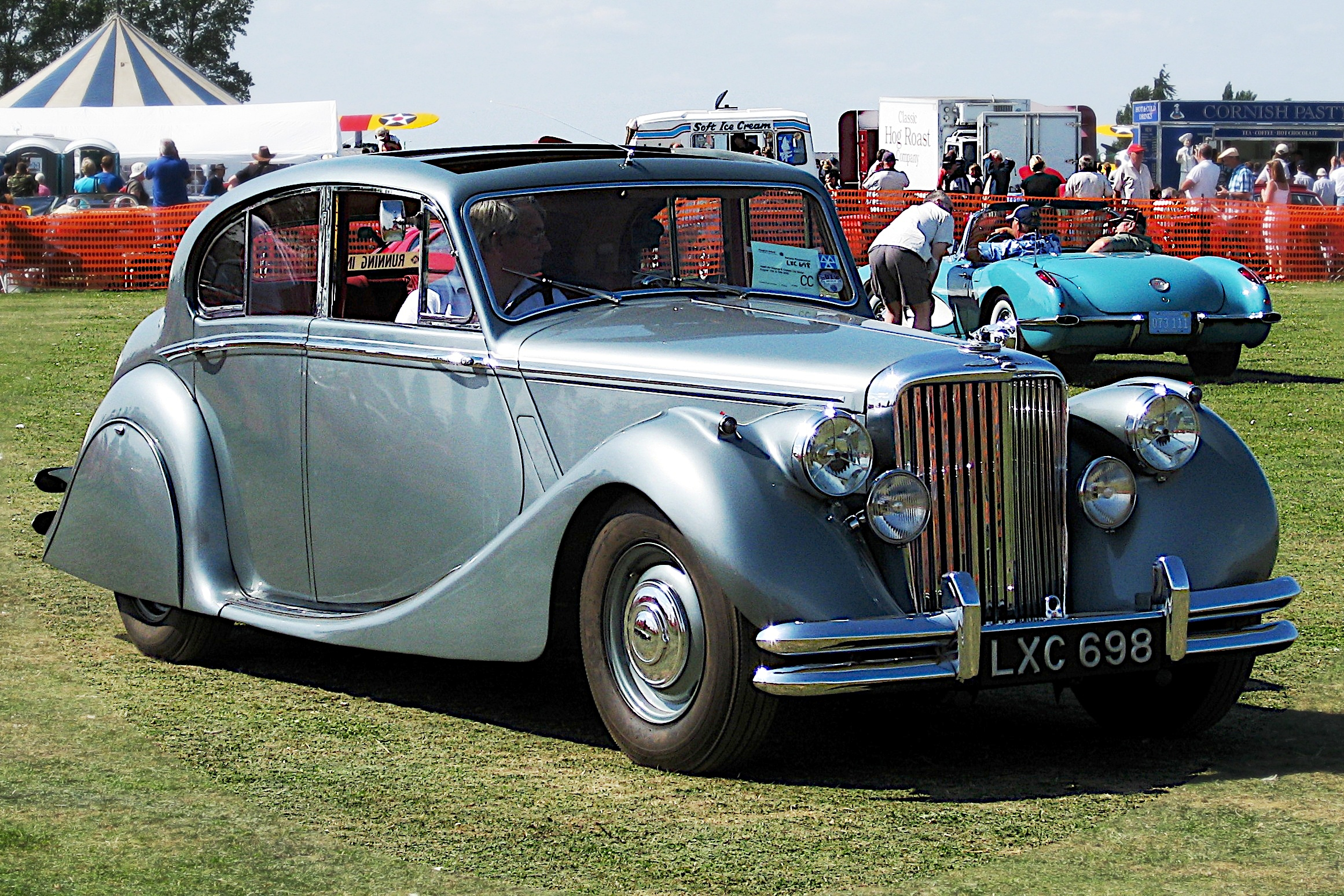
Jaguar Mk V (1949-1951)

### Післявоєнний час
Без особливих змін виробництво цих моделей продовжили після Другої світової війни. Цього разу машини називалися Mk IV. Вони отримали, крім седанів, кузов кабріолет, а назва марки остаточно змінилося на Jaguar, оскільки абревіатура SS викликала зовсім небажані асоціації. Наступне покоління — Mk V — з'явилося у 1949 році і як і раніше відрізнялося консервативною зовнішністю з вузькими капотами, підніжками, вертикальними радіаторами і виступаючими крилами, але вже мало незалежну передню підвіску.

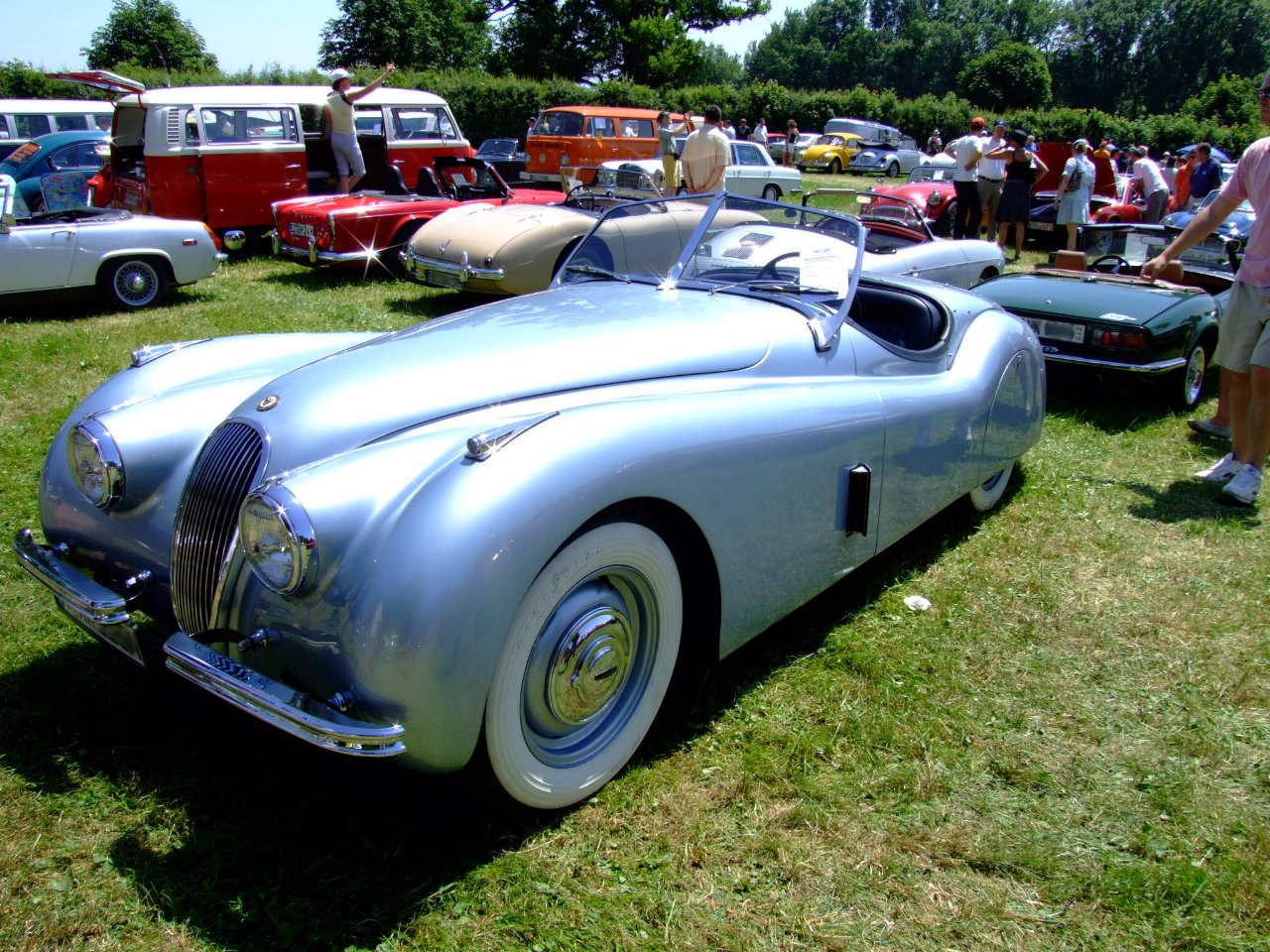
XK120

Після війни марка стала називатися Jaguar, а з назв моделей зникло скорочення «SS», поступившись місцем позначенню Mk IV.
У 1949 році на ринок вийшла нова модель — Mk V.
Продовжилася і лінія спортивних Ягуарів. Її представляла модель XK120, яка на Лондонському авто-шоу 1948 виробила таку сенсацію, що було ухвалено рішення про серійне виробництво машини. «Серцем» автомобіля став новий шестициліндровий двигун об'ємом 3,4 л завдяки двом верхнім розподілвалам і напівсферичним камерам згоряння, що видавав 160 к.с. Цей двигун інженери фірми спроектували у воєнні роки під час довгих нічних протипожежних чергувань на заводі. Машина, що випускалася у різновидах купе, кабріолет і родстер, відрізнялася витонченим зализаним кузовом, а у деяких варіантах і з повністю закритими задніми колесами.
XK120 — одна з найвдаліших моделей Jaguar. З'явившись у 1948 році в образі концепту, вона вбила наповал весь автомобільний світ.
Спочатку машина мала дерев'яний каркас, на якому кріпилися алюмінієві панелі, і лише у 1950 році отримала кузов з штампованих сталевих панелей. Автомобіль розвивав до 193 км/год (120 миль на годину — звідси і назва моделі), через що був визнаний найшвидкіснішою у світі серійної машиною. На версію XK120SE ставили форсований 180-сильний двигун.
Продовженням цієї серії стала у 1954 році модель XK140 з 180-сильним, а потім з 192-сильним двигуном. Вона розвивала швидкість вже 225 км/год (140 миль на годину). З 1957 по 1961 рік випускався Jaguar XK150 з базовим мотором 3.5 на 253 к.с.
У 1954 році вийшов Jaguar XK140. Машинка була вже значно могутніша і швидша попередниці.

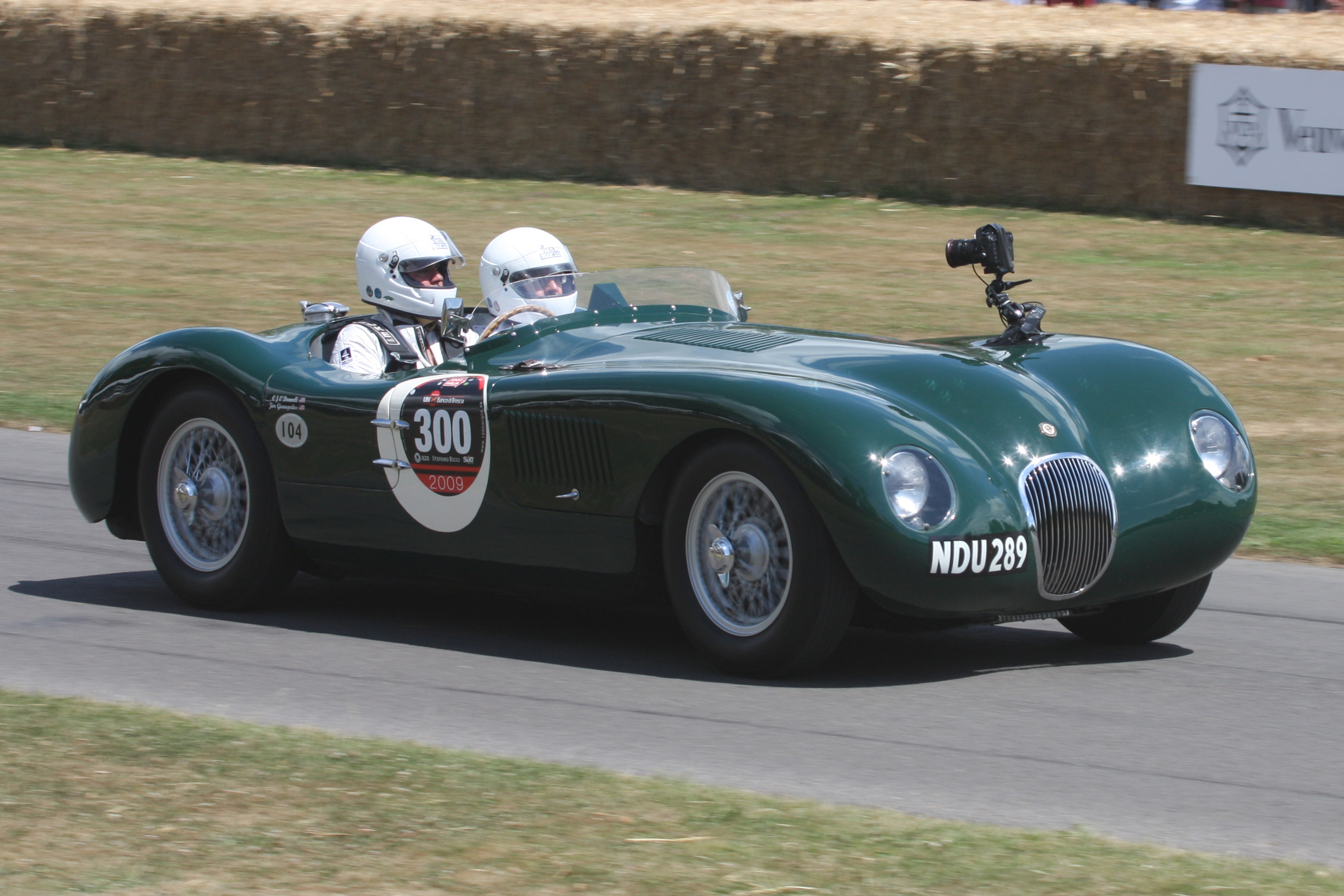
Jaguar C-Type (1951-1953)

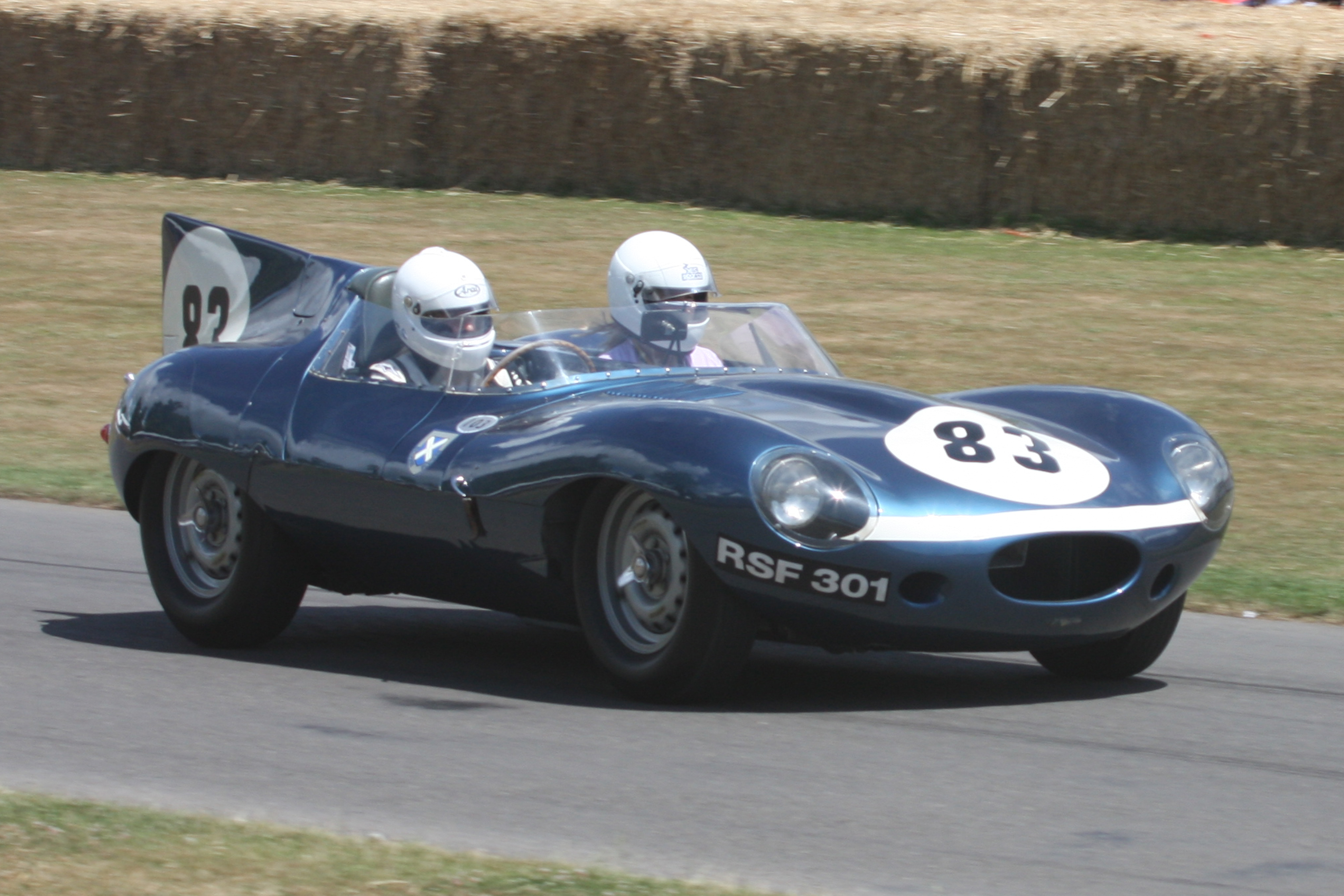
Jaguar D-Type (1954-1957)

Одночасно фірма пробувала свої сили і у перегонах. У 1951—1953 роках у 54 примірниках був випущений Jaguar C-Type з аеродинамічним кузовом. У ньому використовувалася механіка від Jaguar XK120. Форсований двигун розвивав до 205 к.с. У 1951 році ця машина виграла 24-годинну гонку у Ле-Мані (Le Mans), а потім ще раз у 1953-му, пройшовши усю трасу з середньою швидкістю 170 км/год. Культовим автомобілем, предметом заздрощів колекціонерів, став і Jaguar D-Type (1954—1957), який був побудований у кількості 88 одиниць. Ця машина також показувала відмінні результати у Ле-Мані: наприклад, у 1957 році D-Type зайняли п'ять з шести перших місць, включаючи перших і других.
Jaguar C-Type з 205-сильним мотором зумів двічі перемогти у легендарному добовому марафоні Ле-Ман.
У наш час гордістю колекціонерів вважається Jaguar D-Type, якого у період з 1954-го по 1957 рік випустили у кількості всього 88 одиниць.
Повністю новий післявоєнний седан з понтонним кузовом почав випускатися тільки у 1950 році. Він отримав назву Mk VII. За ним пішли седани Mk VIII (1957—1959) і Mk IX (1958—1961), з досить консервативною «пузатою» зовнішністю.

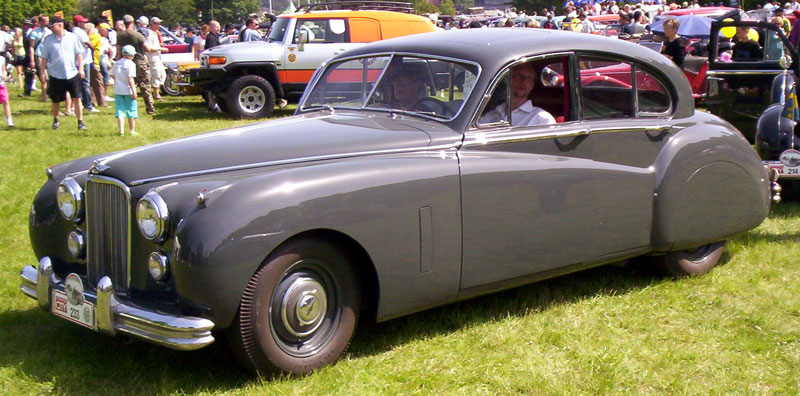
Jaguar Mk VII

Jaguar Mk VII став першим абсолютно новим седаном англійської марки у післявоєнний час.

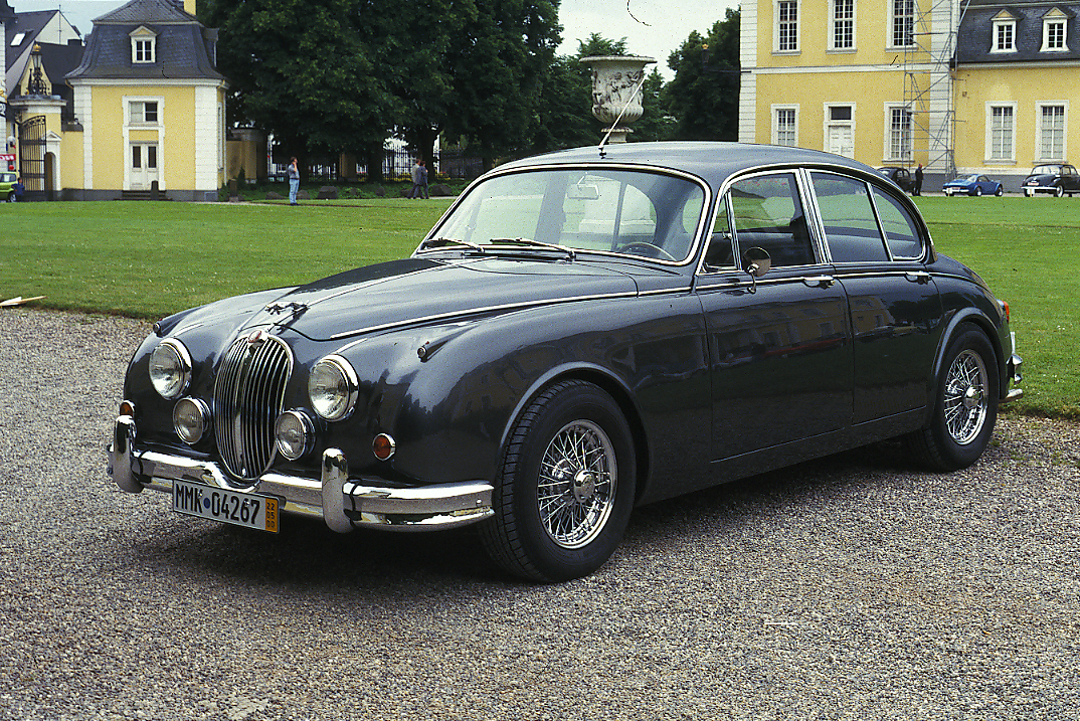
Jaguar Mk II

Одночасно з'явилася і лінія невеликих седанів, яка почалася з моделі Mk I (1955—1959) — це був перший Jaguar з несучим кузовом. Її розвитком став Mk II (1959—1966). Швидкохідний Mk II 3.8, що досягав швидкості 200 км/год і мав об'ємний багажник, отримав репутацію машини особливо зручною для нальотів на банки. Втім, Jaguar Mk II активно використовувався і в поліції.

### 1960-ті роки
У 1961 році з'явилася й модель Mk X з динамічнішими обрисами, що змінила Mk IX. Вона отримала двигун вже 265 к.с. З 1966 року її змінив Jaguar 420 c 6-циліндровим двигуном об'ємом 4235 см³ і потужністю 245 к.с. Паралельно випускався Jaguar S-Type (з 1964-го по 1968 рік). Він поставлявся з моторами 3,4 л (210 к.с.) або 3,8 л (220 к.с.).
Красень S-Type розвивав потужність 210 або 220 сил і випускався у період з 1964-го по 1968 рік.

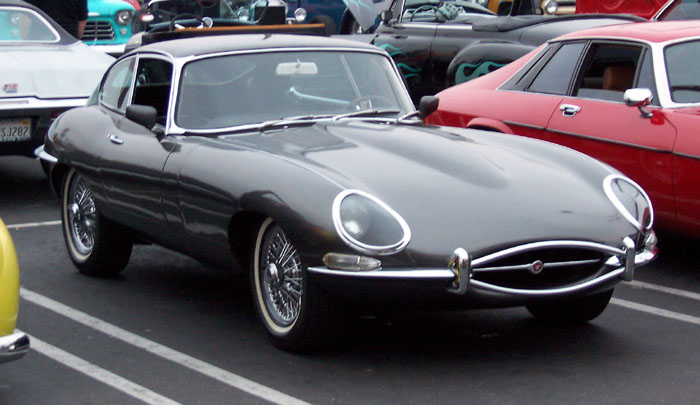
Jaguar E-Typ (1961-1974)

У 1961 році з'явився знаменитий Jaguar E-Type (відомий також як XK-E). Його дизайном займався спеціаліст з аеродинаміки Малькольм Сейєр. Цей спортивний автомобіль з «розплющеним кузовом» оснащувався мотором 3.8 на 265 к.с. і розвивав швидкість до 241 км / год. Пізніше машини стали оснащувати двигуном 4.2 л тієї ж потужності. Незвичайний зовнішній вигляд, видатна динаміка і невисока ціна забезпечили ягуаровому спорткару популярність. Особливо добре «і-тайпа» купували американці. Для них, на додаток до двомісним купе і родстер, з 1966-го почали робити чотиримісне купе 2+2, що як опція могло оснащуватися «автоматом». Модель E-Type випускали до 1974 року і усього за 13 років зробили понад 70 тисяч машин.

### 1970-ті роки
З 1971 року на спорткари третього покоління почали встановлювати двигуни V12 об'ємом 5343 см³ і потужністю 272 к.с.
У 1966 році компанія Jaguar увійшла до складу концерну BMC (British Motor Corporation), який був перейменований в BMH (British Motor Holding). Вже у 1968-му було злиття з концерном Leyland, і нове об'єднання отримало назву British Leyland Motor Corporation.

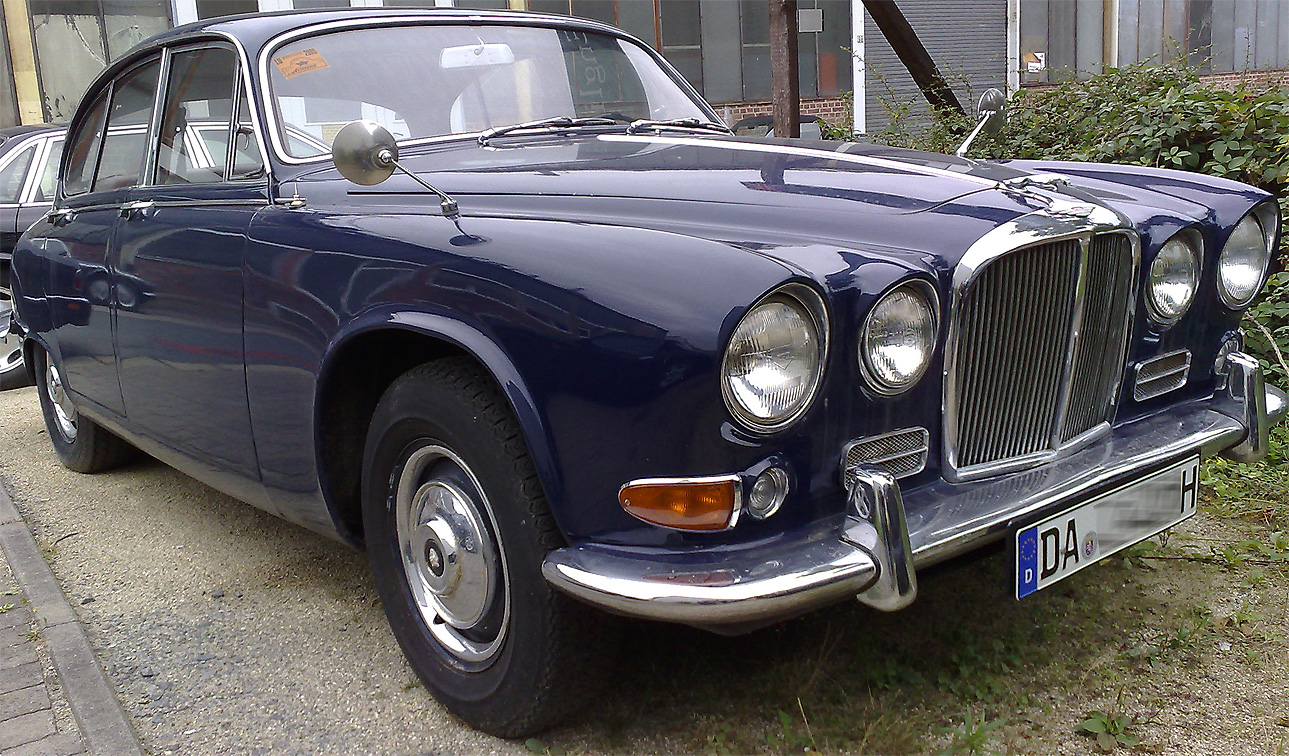
Jaguar 420 (1966-1969)

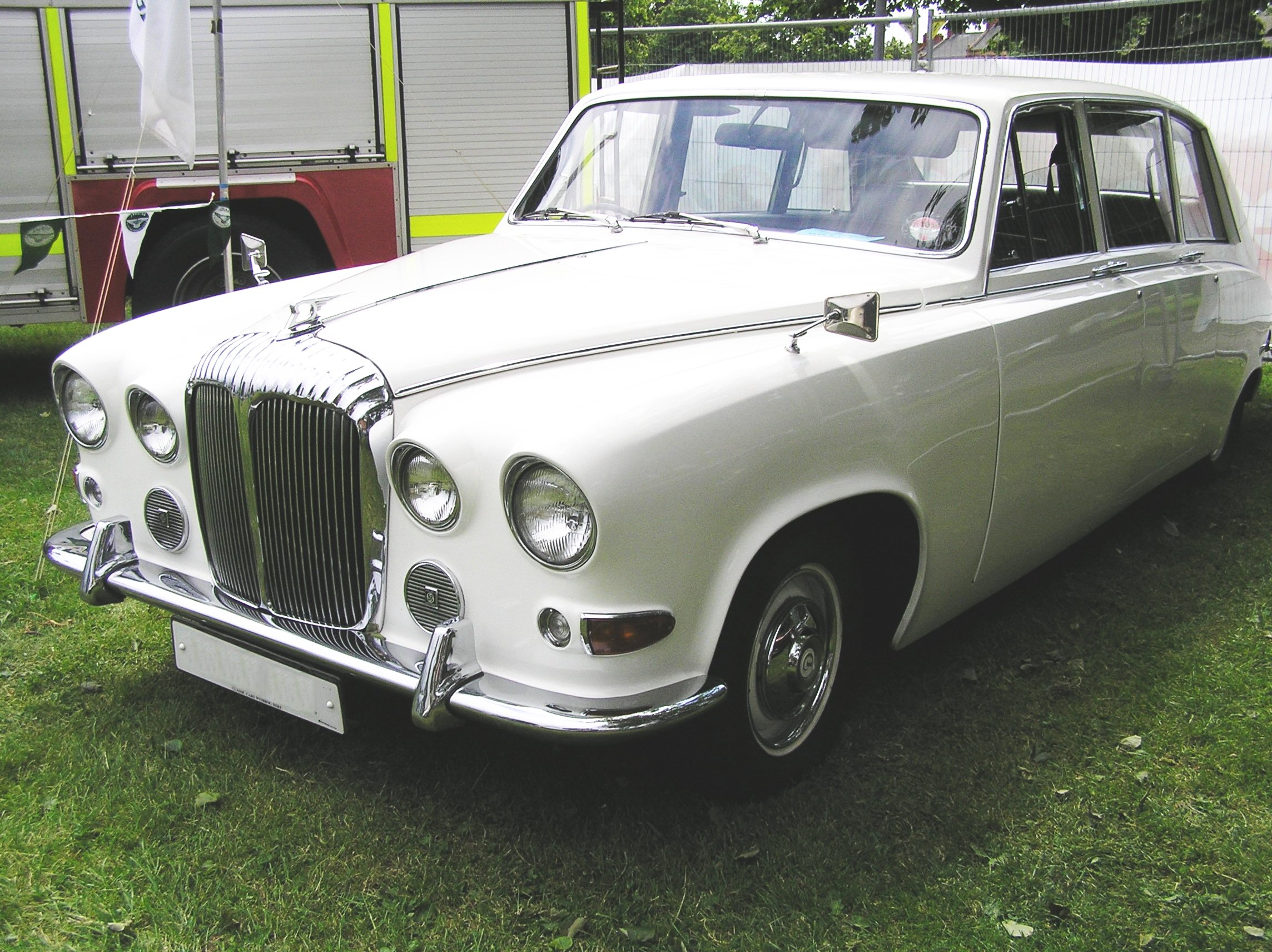
Daimler DS420 (1968-1992)

Однак, фірма Jaguar у його складі зберігала істотну самостійність, принаймні стосовно модельного ряду: він ніяк не був уніфікований з іншою продукцією концерну. Крім того, в результаті низки корпоративних злиттів ще у 1960 році у підпорядкуванні у Ягуара опинилася найстарша британська марка Daimler, що має віддалені родинні стосунки з німецьким концерном Daimler-Benz. Після «ягуаризації» моделі англійського Даймлера стали втрачати первісну оригінальність.
Виняток становив тільки ряд лімузинів, включаючи солідний Daimler DS420, який випускався з 1968-го по 1992 рік. Взагалі ж, з початку 1960-х років назву Daimler отримують седани Jaguar у найдорожчій комплектації. Першим з них у 1961 році став Daimler Sovereign, люксова версія моделі Jaguar 420. Так тривало до 2002 року, після чого три роки назва Daimler не використовувалась, і лише у 2005-му з'явився новий Daimler Super Eight.
Плодом союзу марок Jaguar і Daimler стала модель DS420. Розкішний і дорогий автомобіль випускався аж до 1992 року.
З 1968 року одразу замість трьох седанів — Mk II, S і 420 — випускається модель Jaguar XJ. Спочатку вона отримала 245-сильний двигун об'ємом 4235 см³. З 1972 року виготовляється модель XJ12 з 12-циліндровим 253-сильним двигуном, а з 1974-го на неї ставиться вже 285-сильний двигун. У 1975-1978 роках будувалися і купе серії XJ.

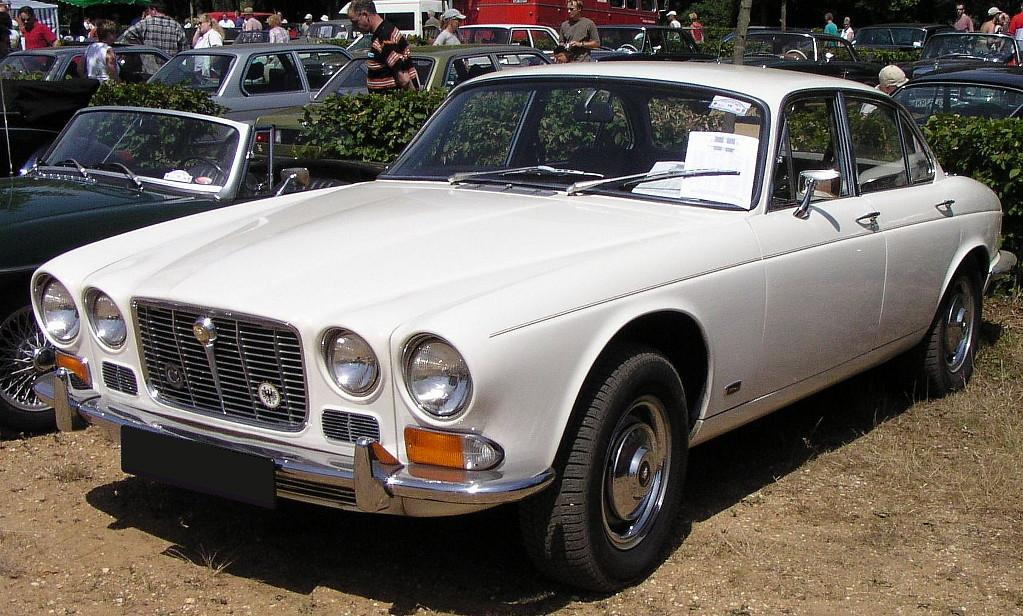
Jaguar XJ Серія І (1968-1973)

У 1968 році моделі серій Mk II, S і 420 замінили однієї єдиної — XJ.
У 1972 році на ринку з'являється 253-сильний Jaguar XJ12, оснащений 12-циліндровим двигуном.

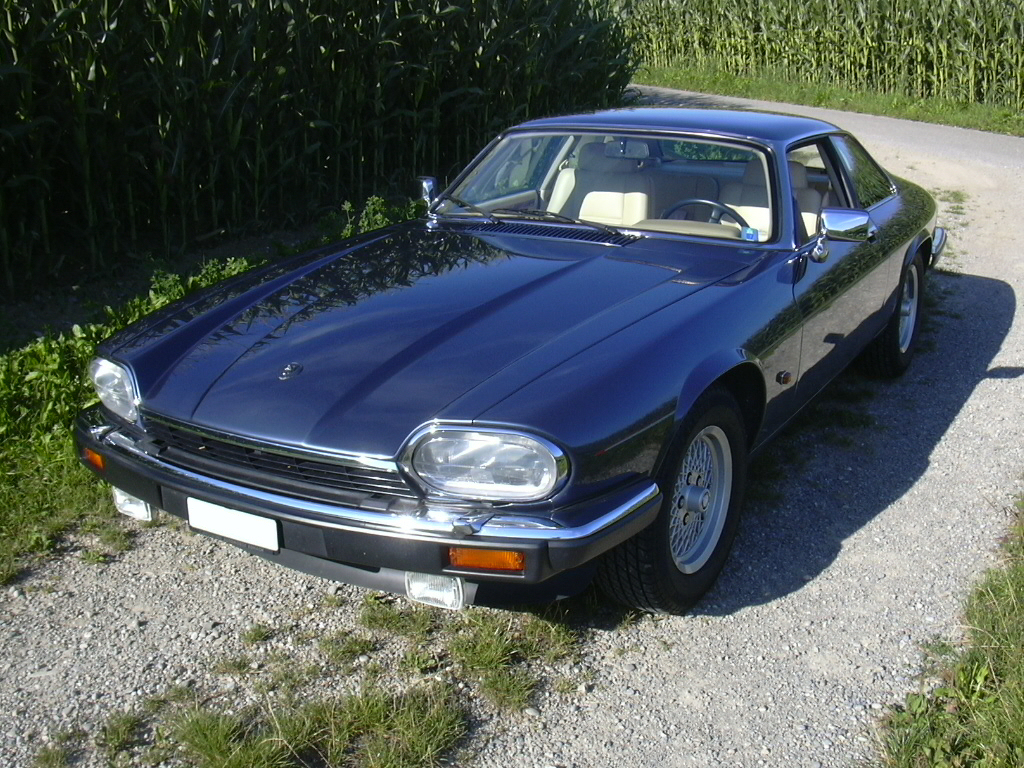
Jaguar XJS (1974-1996)

Спортивну лінію після моделі XKE продовжив Jaguar XJS також з 12-циліндровим мотором. Випускалася і менш дорога версія з «шісткою» у 3590 см³ і 228 к.с. Ця модель виявилася довгожителем: її виробництво тривало з 1975-го по 1996 рік.
Спорткар Jaguar XJS затримався у виробництві надовго, його штампували у період з 1975-го по 1996 рік.

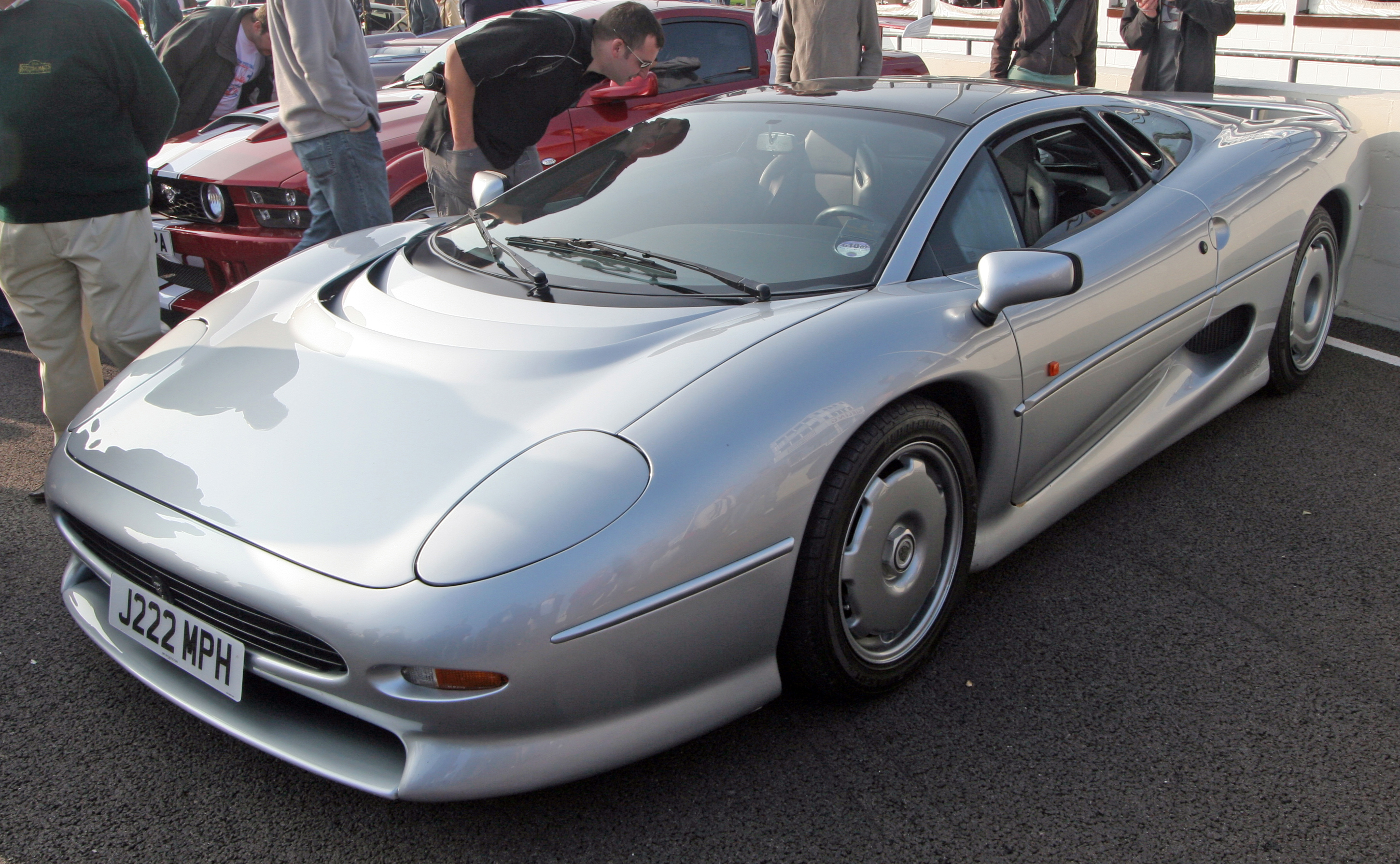
Jaguar XJ220 (1992-1994)

### 1980-ті роки
Однак, для справжніх шанувальників швидкості подарунком став суперкар Jaguar XJ220, що з'явився у вигляді концепту у 1988 році. Число 220 в назві моделі означало проектну швидкість у милях на годину. Цю машину з дуже низьким клиноподібним кузовом оснастили 500-сильним двигуном об'ємом 6,2 літра. Крім того, машина отримала усі провідні колеса. Але у серію пішла версія з мотором 3.5 V6, оснащеним двома турбінами. Він видавав 549 к.с. Jaguar XJ220 випускався з 1992 по 1994 рік і аж до появи машини McLaren F1 вважався найшвидшим серійним автомобілем у світі.
Jaguar XJ220, незважаючи на вік (машина з'явилася у 1988 році), досі може зніматися у фантастичних фільмах. Та й його динамічні характеристики донині викликають повагу.

### 1990-ті роки
У 1993 році гоночний Jaguar XJ220C приніс фірмі перемогу на перегонах у Ле-Мані у класі GT.

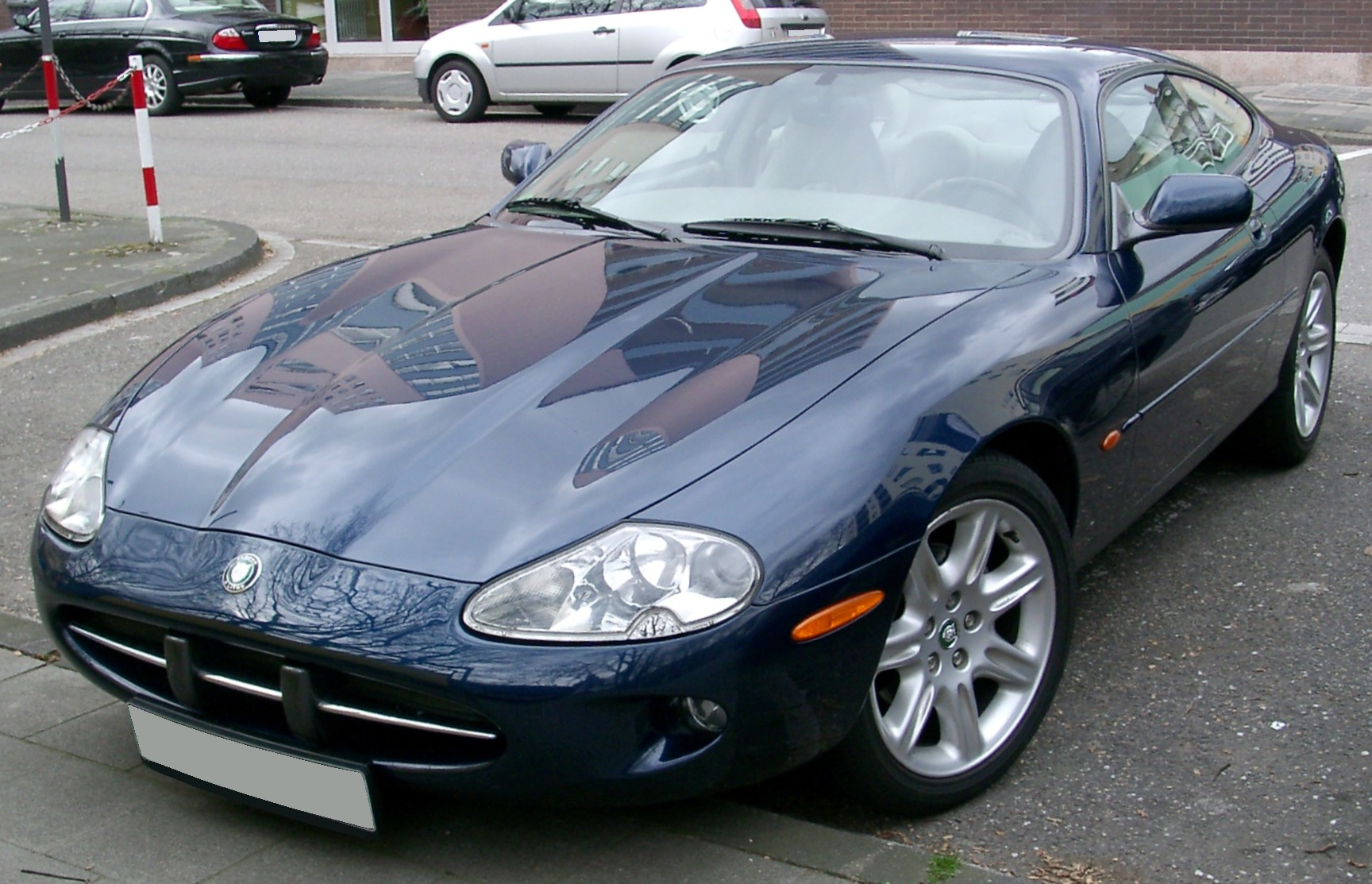
Jaguar XK8 (1996-2005)

У 1989 році разом з маркою Jaguar Daimler опинився у володінні компанії Ford, яка прагнула отримати контроль над престижним європейським брендом, здавна (ще з часів моделі XK120) користувався великою популярністю у США. У 1996-му морально застарілу модель XJS змінив спорткар XK8 з дизайном у стилі легендарної моделі E-Type, оснащений 284-сильним мотором 4.2 л. Існував і компресорний варіант XKR, який видає 363 к.с. Після рестайлінгу у 2006 році ця модель стала називатися просто XK. У 2009 році автомобіль отримав сучасний восьмициліндровий двигун 5.0 (385 к.с.) з безпосереднім впорскуванням.
Застарілий XJS після переходу марки під контроль Ford змінило купе XK8.
«Заряджена» модифікація XKR може похвалитися 510 «кіньми» п'ятилітрового двигуна з приводним нагнітачем і розганяється до сотні за 4,8 с.

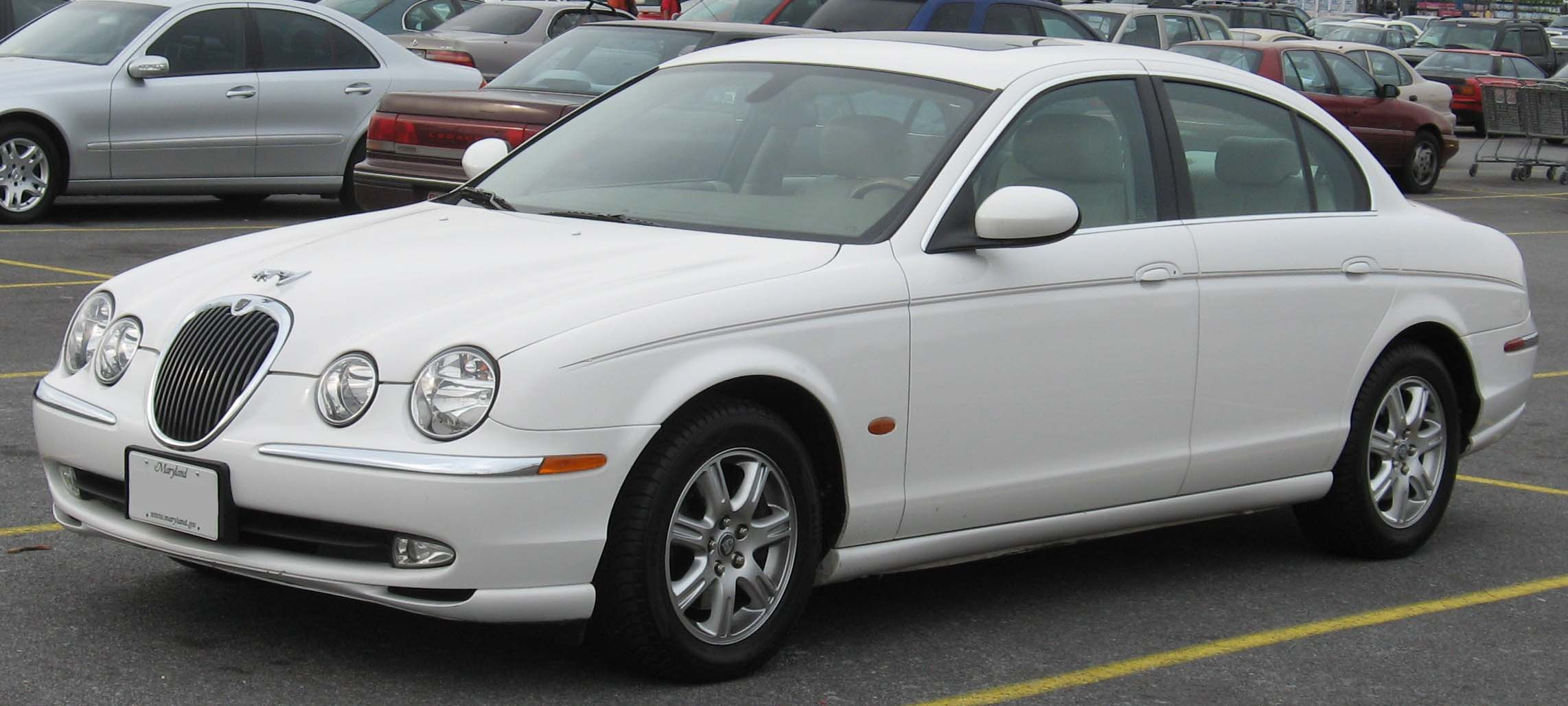
Jaguar S-Typе (2000-2007)

### 2000-ні роки
У 2000 році модельний ряд седанів поповнила модель S-Type, яку оснащували або 238-сильним, або 276-сильним двигуном. З 2003-го почалося виробництво моделі S-Type R з турбонадувом, що має потужність 390 к.с.
Седан S-Type — автомобіль нової ери, але через його специфічну зовнішність продажі не стали дуже високими.

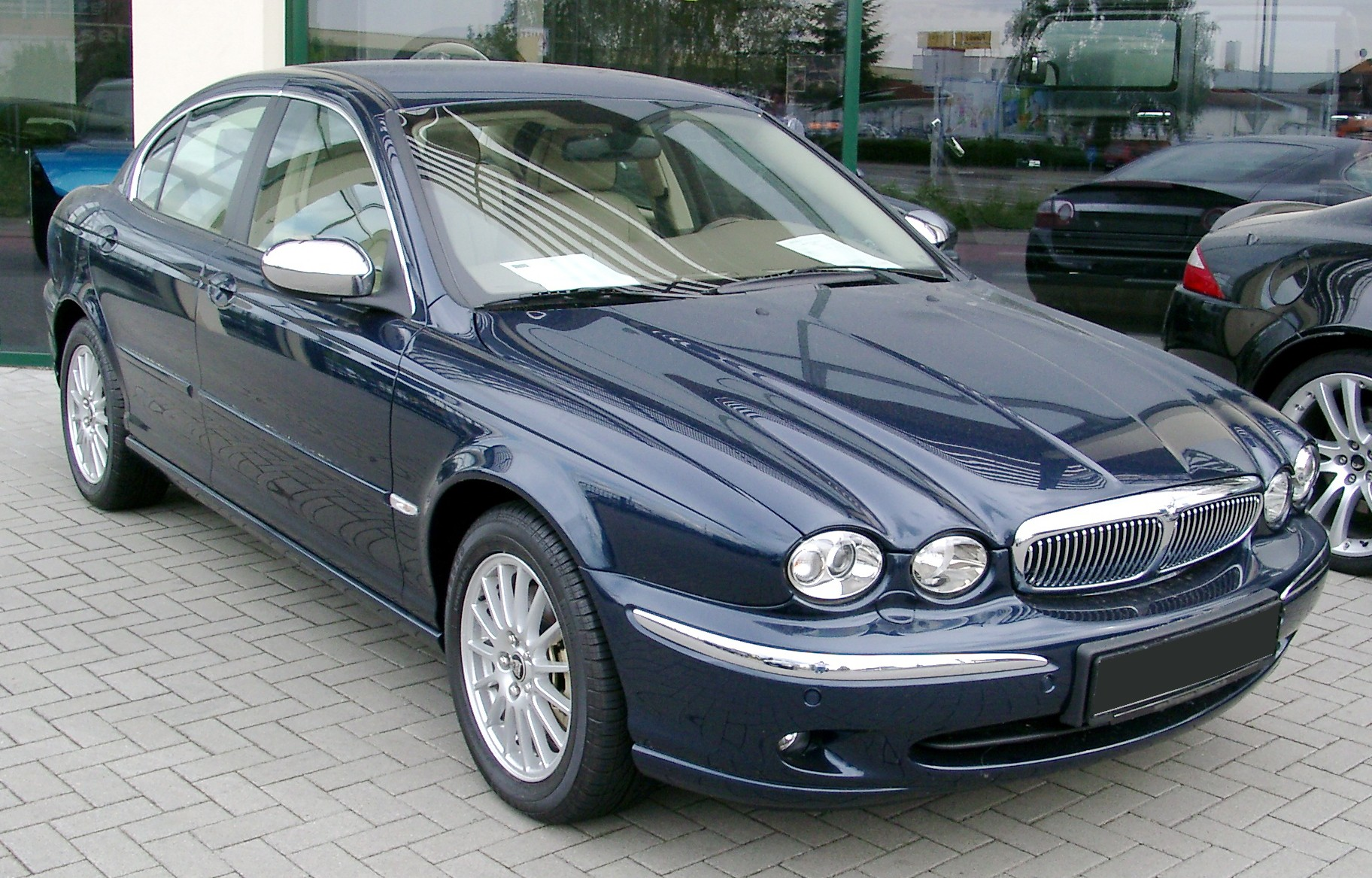
Jaguar X-Typе (2001-2009)

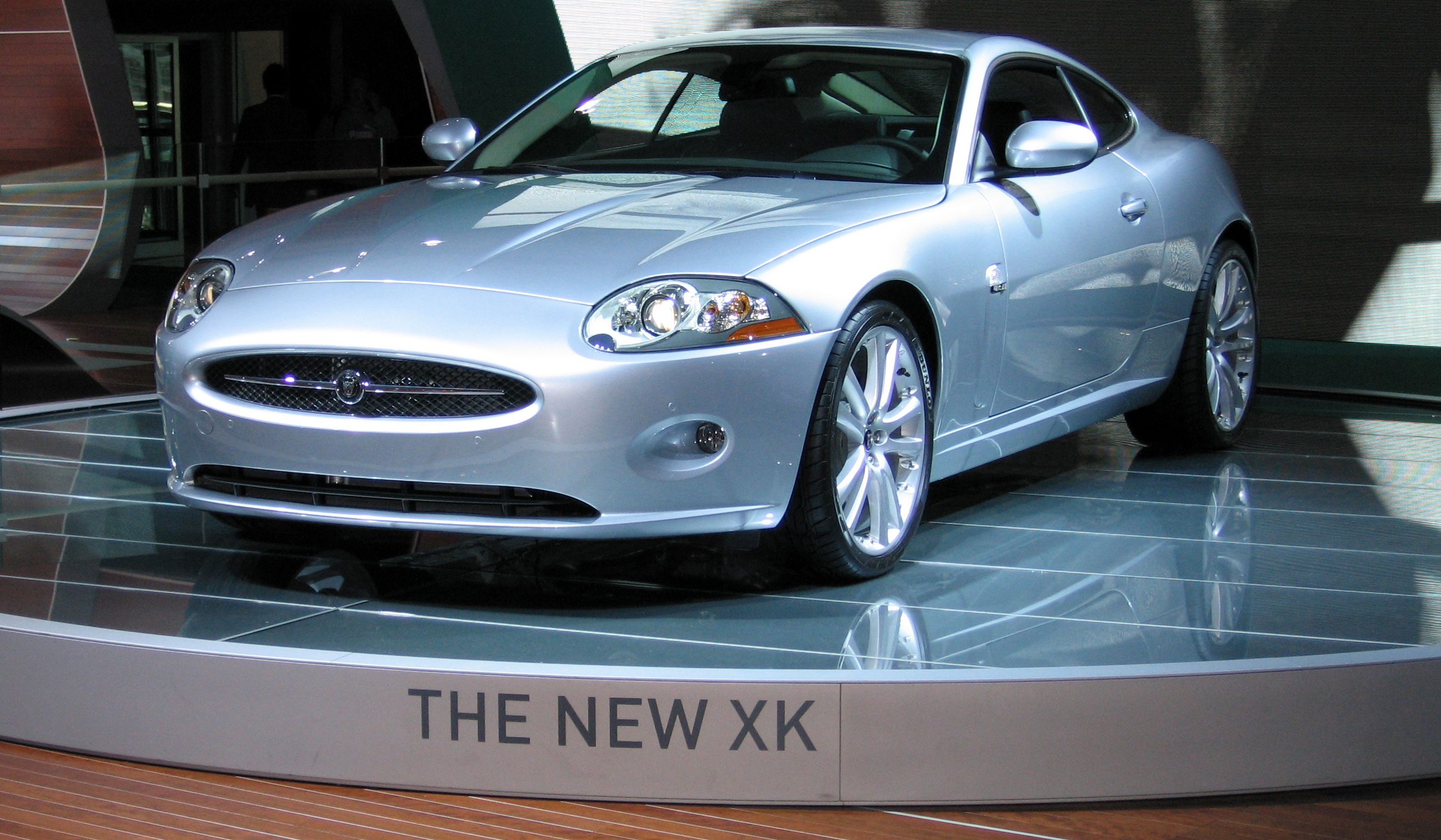
Jaguar XK

У 2001 році дебютував седан Jaguar X-Type, побудований на одній платформі з Фордом Mondeo, — найкомпактніший з сучасних Ягуарів. Однак X-Type успіхом не користувався. Планувалося продавати 100 машин на рік. Але за вісім років зробили тільки 350 автомобілів. В результаті керівництво компанії вирішило, що 2009 рік стане для моделі X-Type останнім.

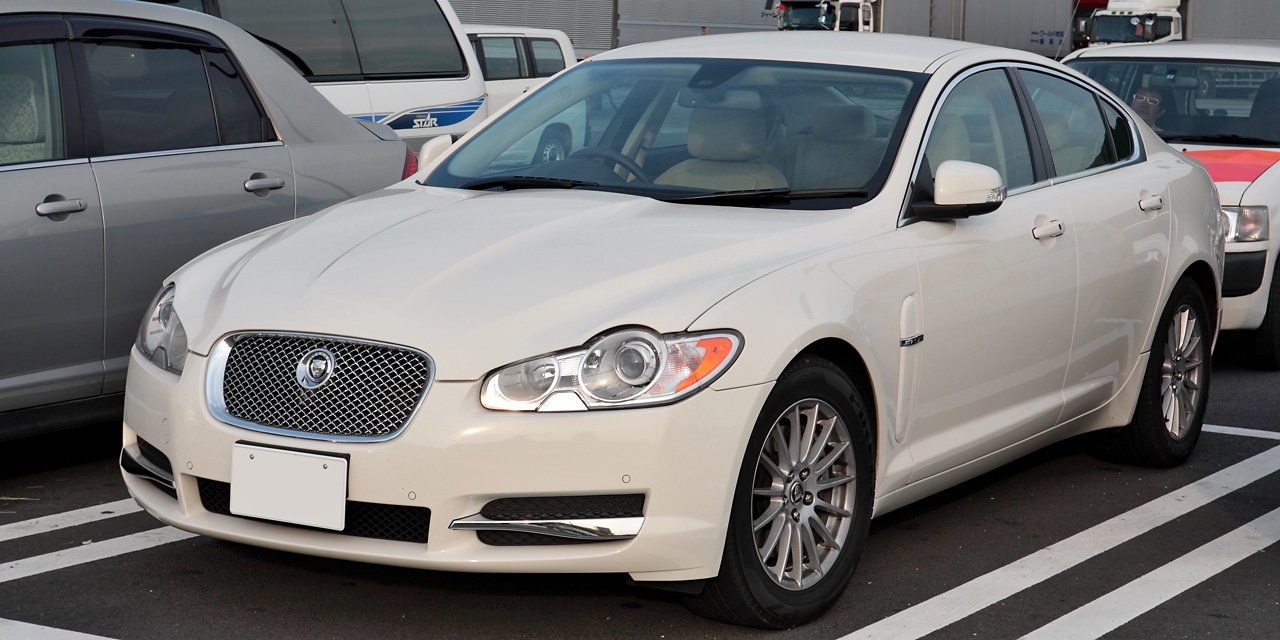
Jaguar XF

Незвичайний концепт чотиридверного седану C-XF, показаний у 2007 році на автосалоні у Детройті — ознаменував для компанії з Ковентрі початок нової ери. Інженери Ягуару готували заміну седану S-Type, який погано продавався. Нова модель бізнес-класу Jaguar XF, дебютувала на Франкфурті-2007, стала першим по справжньому сучасним Ягуаром. Проте, у новому вигляді машини можна було розгледіти риси класичних хижаків. Зате, автомобіль був доверху начинений різними високотехнологічними новинками. Чого тільки коштувала виїжджаюча шайба-селектор коробки перемикання передач JaguarDrive.

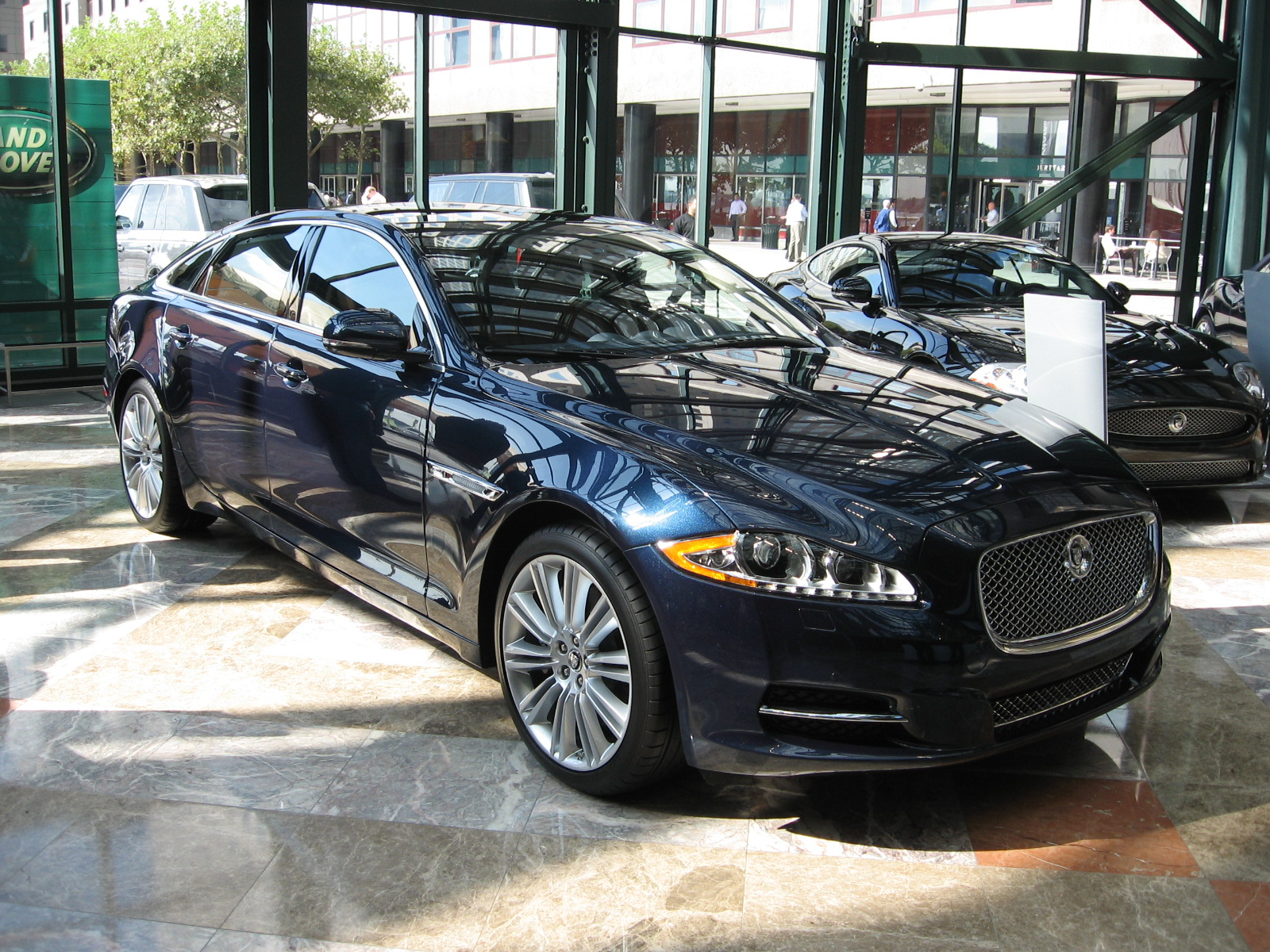
Jaguar XJ (X351)

Спочатку на XF ставили бензиновий V6 3.0 і «вісімку» об'ємом 4,2 л, а також турбодизель об'ємом 2,7 л. У 2009 році на зміну силового агрегату 4.2 прийшов п'ятилітровий бензиновий двигун. Крім того, з'явився і новий трилітровий дизель об'ємом 3 л і потужністю 270 к.с., що видає 600 Нм.
«Заряджена» R-версія XF оснащується тим самим двигуном 5.0 з приводним нагнітачем Roots, що і спортивний XK. Це дозволяє седану XFR розганятися від 0 до 100 км/год за 4,9 с.
У зв'язку з великими фінансовими проблемами компанія Ford розглядала можливість продажу неприбуткових підрозділів, включаючи і Jaguar. В результаті компанії Jaguar і Land Rover у 2008 році дісталися індійському автогігантові Tata за 2,3 мільярда доларів. За умовами операції індуси отримали у власність усі активи фірм, заводи у Великій Британії, а також права на торгівельні марки, включаючи бренди Daimler і Lanchester. Глава Tata Motors Ратан Тата пообіцяв усіма силами сприяти подальшому процвітанню знаменитих марок, не переносити виробництво з Англії і надати британцям карт-бланш у питаннях розробки нових моделей.
Після приголомшливого успіху моделі XF компанія почала готувати седан, який змінив би гарний, але набридлий XJ. Влітку 2009 року відбулася презентація абсолютно нового седану XJ з алюмінієвим кузовом. Зовнішність новинки витримана у стилі, заданому моделлю XF. Підвіску також уніфікували з XJ.

### 2010-ті роки
Продажі в 2013 році склали 76 668 одиниць, що на 42% більше, ніж у 2012 році. Найбільш значне зростання спостерігалося в Німеччині та США. 
В 2019 році після зняття XJ з виробництва планували представити його електричного наступника, але його відмінили.

### 2020-ті роки

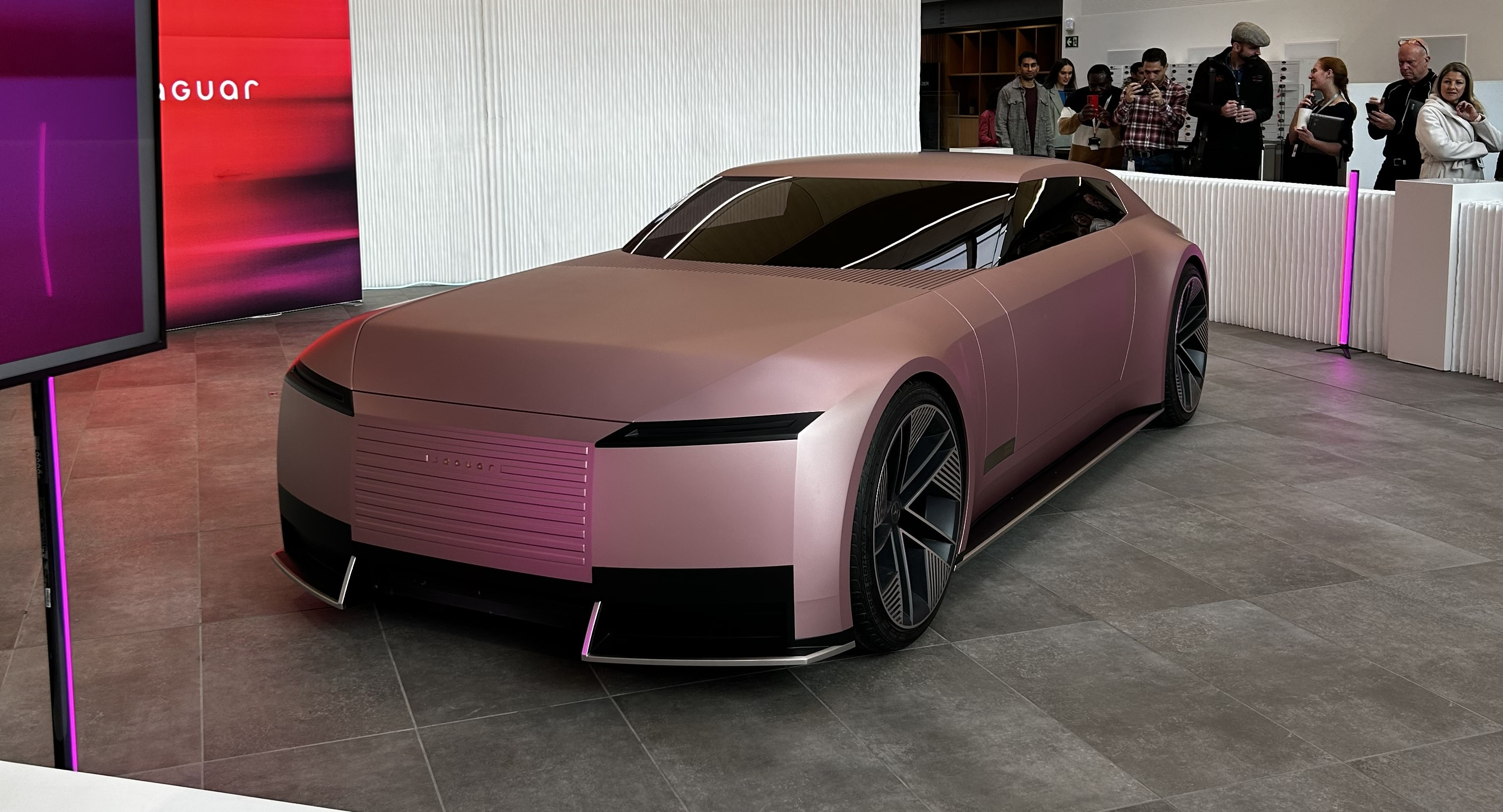
Jaguar Type 00

У 2020 році колишній гендиректор французької компанії Renault Тьєррі Боллоре змінив Ральфа Шпета на посаді керівника Jaguar Land Rover. 
У 2023 році JLR оголосила про плани вивести Jaguar на більш високий ринок після років нульової рентабельності та низьких продажів. Холдингова компанія детально розповіла про свої плани скоротити Jaguar до бренду меншого обсягу, конкуруючи ближче до таких, як Bentley та Porsche.  У червні 2024 року компанія припинила виробництво всіх моделей, крім F-Pace, узгоджуючи цілі щодо повної електрифікації марки до 2025 року.  Натомість буде представлено три абсолютно нові електричні моделі на новій платформі JEA, починаючи з чотиридверного електричного Grand Tourer у 2025 році. 
У листопаді 2024 року Jaguar запустив новий логотип і бренд перед перезапуском у 2026 році як бренд, що випускає лише електричні автомобілі. 
4 грудня 2024 року на Тижні мистецтва в Маямі компанія Jaguar представила концепт-кар Type 00,  несерійну модель, яка демонструє напрямок дизайну майбутніх електромобілів бренду.  
Як і ребрендинг кілька тижнів тому, автомобіль був зустрінутий з аналогічною неоднозначною реакцією, викликавши як глузування, так і похвалу. 

## Модельний ряд

### Представницькі седани
- Jaguar 2½ Litre saloon (1935—1948)
- Jaguar 3½ Litre saloon (1937—1948)
- Jaguar Mark V (1948—1951)
- Jaguar Mark VII (& VIIM) (1951—1957)
- Jaguar Mark VIII (1957—1958)
- Jaguar Mark IX (1959—1961)
- Jaguar Mark X (1961—1966)
- Jaguar 420G (1966—1970)
- Jaguar XJ6 Series 1, 2 & 3 (1968—1987)
- Jaguar XJ12 (1972—1992)
- Jaguar XJ6 (XJ40) (1986—1994)
- Jaguar XJ12 (XJ81) (1993—1994)
- Jaguar XJ6 & XJ12 (X300 & X301) (1995—1997)
- Jaguar XJ8 (X308) (1998—2003)
- Jaguar XJ (X350) (2004—2009)
- Jaguar XJ (X351) (2009―2019)

### Компактні седани
- Jaguar 1½ Litre saloon (1935—1949)
- Jaguar Mark 1 (1955—1959)
- Jaguar Mark 2 (1959—1967)
- Jaguar S-type (1963—1968)
- Jaguar 420 (1966—1968)
- Jaguar 240 & 340 (1966—1968)
- Jaguar S-Type (1999—2008)
- Jaguar X-Type (2001—2009)
- Jaguar XF (2008―2024)
- Jaguar XE (2015―2024)

### Спортивні
- Jaguar XK120 (1948—1954)
- Jaguar XK140 (1954—1957)
- Jaguar XK150 (1957—1961)
- Jaguar E-Type (1961—1974)
- Jaguar XJ-S (1975—1996)
- Jaguar XJ220 (1992—1994)
- Jaguar XK8, Jaguar XKR (X100) (1996—2006)
- Jaguar XK, Jaguar XKR (X150) (2006—2014)
- Jaguar F-Type (2013―2024)

### Гоночні
- Jaguar XK-120C (1951—1952), переможець 24 години Ле-Мана
- Jaguar C-Type (1951—1953), переможець 24 години Ле-Мана
- Jaguar D-Type (1954—1957), триразовий переможець 24 години Ле-Мана
- Jaguar E-Type Lightweight (1963—1964)
- Jaguar XJR-5 до XJR-17 (1985—1992), дворазовий переможець 24 години Ле-Мана, триразовий переможець World Sportscar Championship
- Jaguar XFR (2009)
- Jaguar XKR GT2 RSR (2010)
- Jaguar R1 (2000), гоночний автомобіль Формули-1
- Jaguar R2 (2001), гоночний автомобіль Формули-1
- Jaguar R3 (2001), гоночний автомобіль Формули-1
- Jaguar R4 (2003), гоночний автомобіль Формули-1
- Jaguar R5 (2004), гоночний автомобіль Формули-1

### Кросовери
- Jaguar F-Pace (з 2016 року)
- Jaguar E-Pace (2018―2024)
- Jaguar i-Pace (2018―2024) Володар титулу «Автомобіль року 2019» (COTY-2019)

### Концепт-кари
- E1A — Перший прототип E-Type
- E2A — Другий прототип E-Type
- XJ13 (1966)
- Pirana (1967)
- XK180 (1998)
- F-Type (2000) — Родстер
- R-Coupé (2002) — 4-місне купе класу «люкс», конкурент Bentley Continental GT
- Fuore XF 10 (2003)
- R-D6 (2003) — Компактне 4-місне купе
- XK-RR — Високопотужна версія останнього покоління купе Jaguar XK
- XK-RS — Високопотужна версія останнього покоління кабріолета Jaguar XK
- Concept Eight (2004) — Суперлюкс версія довга база Jaguar XJ
- C-X17 (2013) — кросовер
- C-XF (2007)
- C-X75 Concept (2010) — Суперкар
- XKR 75 (2010) — Суперкар
- B99 (Bertone 99) (2011)
- C-X16 (2011) – попередник серійної моделі F-Type
- C-X17 (2013) – Перший в історії концепт-позашляховик Jaguar
- Project 7 (2013)
- Future-Type (2017)
- Vision Gran Turismo SV (2020)
- Type 00 (2024)

## Дизайнери Jaguar
- Малькольм Соєр
- Джефф Лоусон
- Кейт Хелфет
- Ян Каллум